# Sérgio Mendes
Sérgio Santos Mendes (Niterói, 1941. február 11. – Encino, 2024. szeptember 5.) brazil dzsesszzongorista, zenekarvezető, zeneszerző, szövegíró, hangszerelő. Brazília egyik legsikeresebb zenésze, a bossa nova egyik úttörője. Leghíresebb felvétele, a „Mas que nada” 1966-ban nemzetközi hírnevet hozott neki. Több mint 50 éves pályafutása során mintegy 35 albumot adott ki.

## Pályakép
Sergio Mendes klasszikus zongoraművésznek készült, de már nagyon korán érdeklődött a dzsessz iránt is. Az 1960-as évek elején a Sexteto Bossa Rio együttes vezetője lett. 1963-ban dzsesszfesztiválokon léptek fel Franciaországban és Olaszországban. 1964-ben Mendes turnézott Japánban, majd az Egyesült Államokban telepedett le. Megalakította a Sérgio Mendes & Brasil '66 együttest. Aláírt Herb Alpert lemeztársaságához, az A&M Recordshoz. Mendes énekesként – többek között − Alpert feleségét, Lani Hallt is foglalkoztatta.
1966-ban áthangszerelte és felvette Jorge Ben Jor „Mas Que Nada” című dalát. Ez lett később az egyik legsikeresebb száma.
1971-ben Mendes kicserélte lecséretének tagjait, és attól kezdve Sérgio Mendes & Brasil '77-nek nevezte együttesét.
1973-ban a Vintage 74 kiadónál Stevie Wonder három dalát rögzítette. Néhány kevésbé sikeres év után Mendes 1983-ban a Never Gonna Let You Go című popballadával a dal a poplista 4. helyezését érte el (Joe Pizzulo és Leeza Miller énekel).
1992-ben Mendes Grammy-díjat kapott a "Brasileiro" című művével (legjobb világzenei album).
Mendes számos ismert dzsesszzenésszel játszott és zenéje nagy népszerűségre tett szert Brazíliában, az USA-ban, Európában és Japánban is. Egyik dalát, a So Many Starst a nemzetközi dzsesszélet számos előadója rögzítette. A dalt sok daloskönyv a követendő szabványnak tekinti.

## Albumok
1966: Sergio Mendes & Brasil ’66

1967: Equinox

1968: Sergio Mendes’ F

1968: Look Around

1968: The Fool on the Hill

1969: Crystal Illusions

1969: Ye-Me-Le

1970: Greatest Hits

1971: Stillness

1971: Pais Tropical

1972: Primal Roots

1973: Love Music

1974: Vintage 74

1977: Sergio Mendes and The New Brasil ’77

1983: Sérgio Mendes

1984: Confetti

2006: Timeless

2008: Encanto

2009: The Best of

## Díjak
- 2012: Grammy-díj jelölés − Best Original Song: „Real in Rio”
- 1993: Best World Music Album: „Brasileiro”
- 2005: Lifetime Achievement Award: Latin Grammy Awards
- 2010: Best Brazilian Pop Album: „Bom Tempo” − Latin Grammy Awards
- 2018: Ordem do Mérito Cultural
- é.n.: Prêmio da Música Brasileira